# Serrat de Puigpinós
El Serrat de Puigpinós és una muntanya de 891,5 metres que es troba al municipi de Lladurs, a la comarca catalana del Solsonès.